# Antti Pohja
Antti Pohja (Lahti, 11 gennaio 1977) è un ex calciatore finlandese, di ruolo centrocampista.

## Caratteristiche tecniche
Giocava come trequartista.

## Carriera
Nel 2004 si è laureato capocannoniere della Veikkausliiga.

## Palmarès

### Club
- Campionato finlandese: 2

Tampere Utd: 2001, 2007
- Suomen Cup: 3

MyPa: 1995
HJK: 2006
Tampere Utd: 2007
- Liigacup: 2

VPS: 1999
Tampere Utd: 2009

### Individuale
- Capocannoniere del campionato finlandese: 1

2004 (16 reti)